# Paula Hötschl
Paula Hötschl (* 7. September 2000 in Dingolfing) ist eine deutsche Volleyballspielerin.

## Karriere
Hötschl begann mit dem Volleyball beim TSV Niederviehbach und spielte später beim TV Dingolfing. 2015 wechselte die Außenangreiferin zu den Roten Raben Vilsbiburg, bei denen sie zunächst mit der zweiten Mannschaft in der 2. Bundesliga Süd spielte. Hötschl kam auch in der Bundesliga-Mannschaft der Roten Raben sowie in der Juniorinnennationalmannschaft zum Einsatz. Seit 2019 gehörte sie fest zum Bundesliga-Kader, wird mit einer U23-Regelung aber weiterhin auch in der 2. Mannschaft eingesetzt. 2020 wechselte Hötschl zum 1. VC Wiesbaden, wo sie sowohl in der ersten als auch in der zweiten Mannschaft eingesetzt wird.